# Dienstbodencongres van 1898
Het Dienstbodencongres vormde in 1898 een onderdeel van de Nationale Tentoonstelling van Vrouwenarbeid en werd voorgezeten door Cornélie Huygens.

## Achtergrond

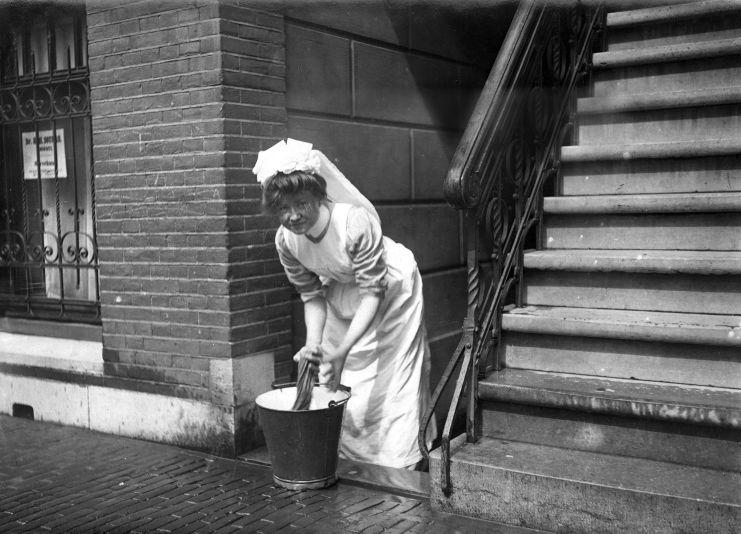
Dienstbode die de straat aan het dweilen is, foto ca. 1912

Gedurende de negentiende en het begin van de twintigste eeuw was het voor Nederlandse families die het zich konden veroorloven gebruikelijk een of meerdere dienstbodes in huis te hebben. Op deze dienstbodes werd doorgaans erg neergekeken; dienstbodes werden als een compleet andere maatschappelijke groep gezien.
Daarnaast golden voor dienstbodes andere regels dan voor andere beroepsgroepen; aangezien zij bij hun werkgevers in huis woonden, vielen ze eerder onder de privéaangelegenheden van de werkgever dan onder enige arbeidswetgeving. Vaak ontstonden spanningen tussen dienstbodes en hun 'mevrouwen'; de laatste vonden vaak dat hun dienstbodes hun werk niet goed deden en spraken over een 'dienstbodenkwestie'. De dienstbodes beklaagden zich over de lange werkdagen, het geringe loon en de slechte omstandigheden. Dergelijke thema's kwamen bij het congres aan bod.

## Organisatie
Gedurende de periode waarin de Tentoonstelling van Vrouwenarbeid geopend was, werden er ook diverse lezingen en bijeenkomsten georganiseerd, waar dit congres er een van was. Het vond plaats op 21 augustus 1898.  De organisatie van het congres bestond oorspronkelijk alleen uit mevrouwen, maar door Cornélie Huygens werden ook enkele dienstbodes bij het congres betrokken. Van tevoren, in 1897, werd een bijeenkomst van de organisatie gehouden. Dit bleef echter iets eenmaligs omdat een paar mevrouwen niet nog een keer met dienstbodes wilden vergaderen. Wel werd door de betrokken dienstbodes in mei 1898 de Haagse Dienstbodenbond 'Allen voor Elkaar' opgericht.

## Inhoud van de lezingen

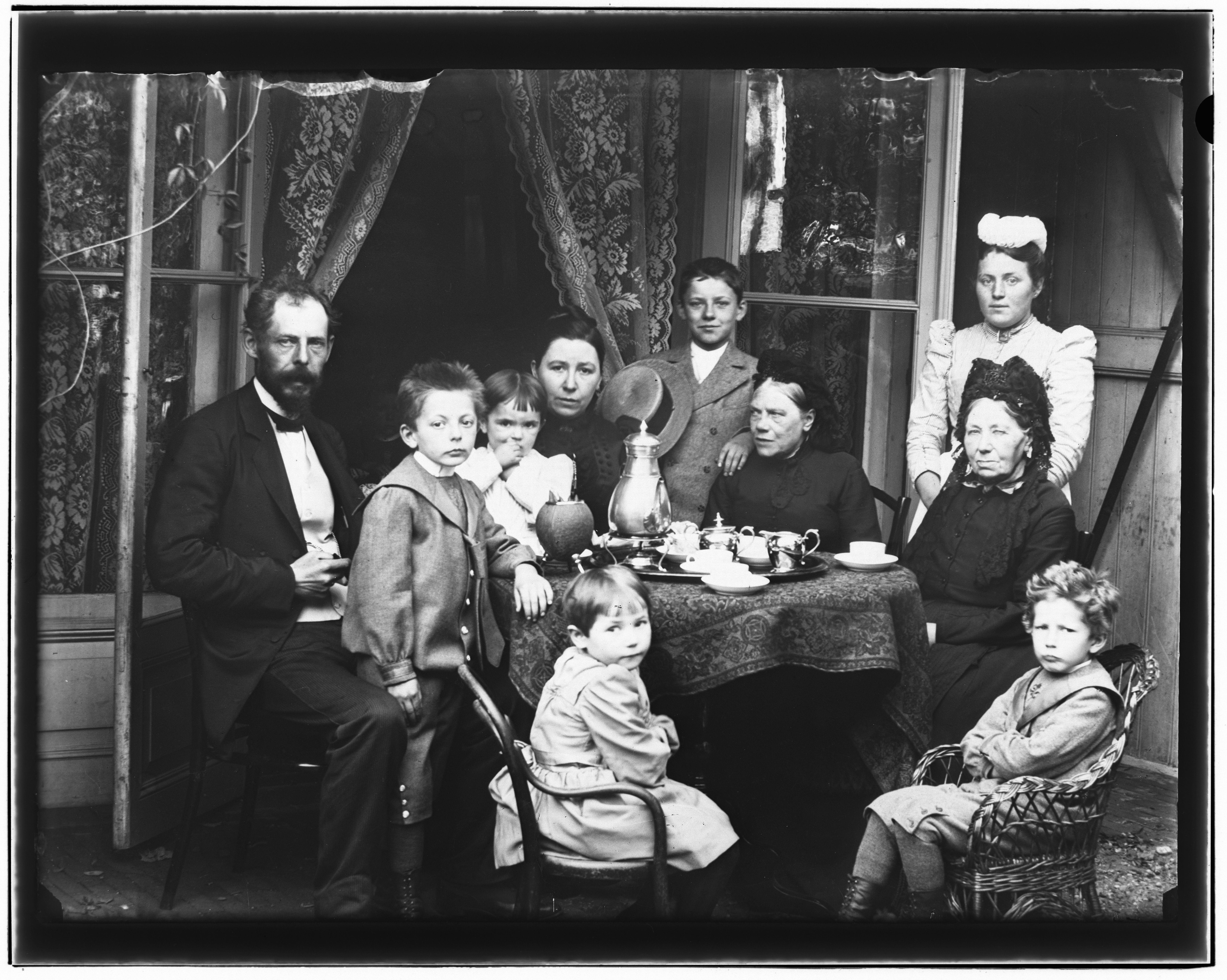
Gezin van een Amsterdamse architect, met de dienstbode staand. Foto Jacob Olie, foto waarschijnlijk rond 1890

Op het congres werden diverse onderwerpen aangesneden die tot spanningen tussen dienstbode en mevrouw konden leiden en werd door de spreeksters gesproken over verbeteringen voor het dienstbodensysteem. Het programma bestond uit onder andere een bespreking over werktijden door Maria Rutgers-Hoitsema, een bespreking over de voordelen van een betere vakopleiding, en een bespreking over loon en het fooienstelsel door E.G. Hauwerda, een van de betrokken dienstbodes. In totaal waren er zes sprekers, waarvan één dienstbode.
Rutgers-Hoitsema besloot haar lezing als volgt:
"Door het voorafgaande meen ik te hebben aangetoond dat de gegronde klachten der dienstboden: "We hebben nooit rust, we zijn nooit vrij, zolang we in onzen dienst zijn", kunnen worden weggenomen, door haar elken dag eenige uren vrijaf te geven, m.a.w. door haar arbeidstijd te regelen en dat de even gegronde klachten der meesteressen: "de meiden zijn zoo onverschillig voor onze belangen, zoo veeleischend en zoo brutaal" door dienzelfden maatregel eerlang zullen verstommen, omdat beschaafde, degelijke meisjes dan het vak van dienstbode zullen willen uitoefenen, een vak dat veel gezonder is en veel meer afwisseling biedt dan dat van een modiste, naaister of winkeljuffrouw, een vak waarvoor velen vrij wat meer aanleg en geschiktheid hebben dan voor studie of abstracte wetenschappen."
Er kwamen diverse reacties op de lezingen. Zo was de reactie van Wilhelmina Drucker op het voorstel op gelijke voet om te gaan met dienstbodes die alleen werkten:
"[...]dat zij het beproefd heeft, hare maaltijden met hare dienstbode te deelen, maar zij moet er van terugkomen, omdat er nu eenmaal twee stroomingen zijn, die lijnrecht tegen elkander indruischen en enge gemeenschappelijke omgang de positie dan nog moeielijker maakt."
Terwijl de heer Van Kol vond:
"[...]dat wat door de inleidster is aangevoerd, niet helpen zal, niet helpen kan, zoolang de werkgeefster, de kapitaliste, beschikt over loon en werktijd, zoolang enkelen over alles beschikken en anderen zich aan alles moeten onderwerpen; dat de laatsten moeten zorgen eene macht te worden door zich te vereenigen en zoo de eersten te dwingen hen op te nemen als gelijken."